# الصندوق التونسي للتأمين التعاوني الفلاحي

شعار الصندوق التونسي للتأمين التعاوني الفلاحي

الصندوق التونسي للتأمين التعاوني الفلاحي (بالفرنسية: Caisse Tunisienne d'Assurances Mutuelles Agricoles أو اختصارًا CTAMA)‏ شركة تونسية للتأمين، تأسست عام 1912. بلغ رقم أعمال الشركة عام 2010 22.2 مليون دينار تونسي.

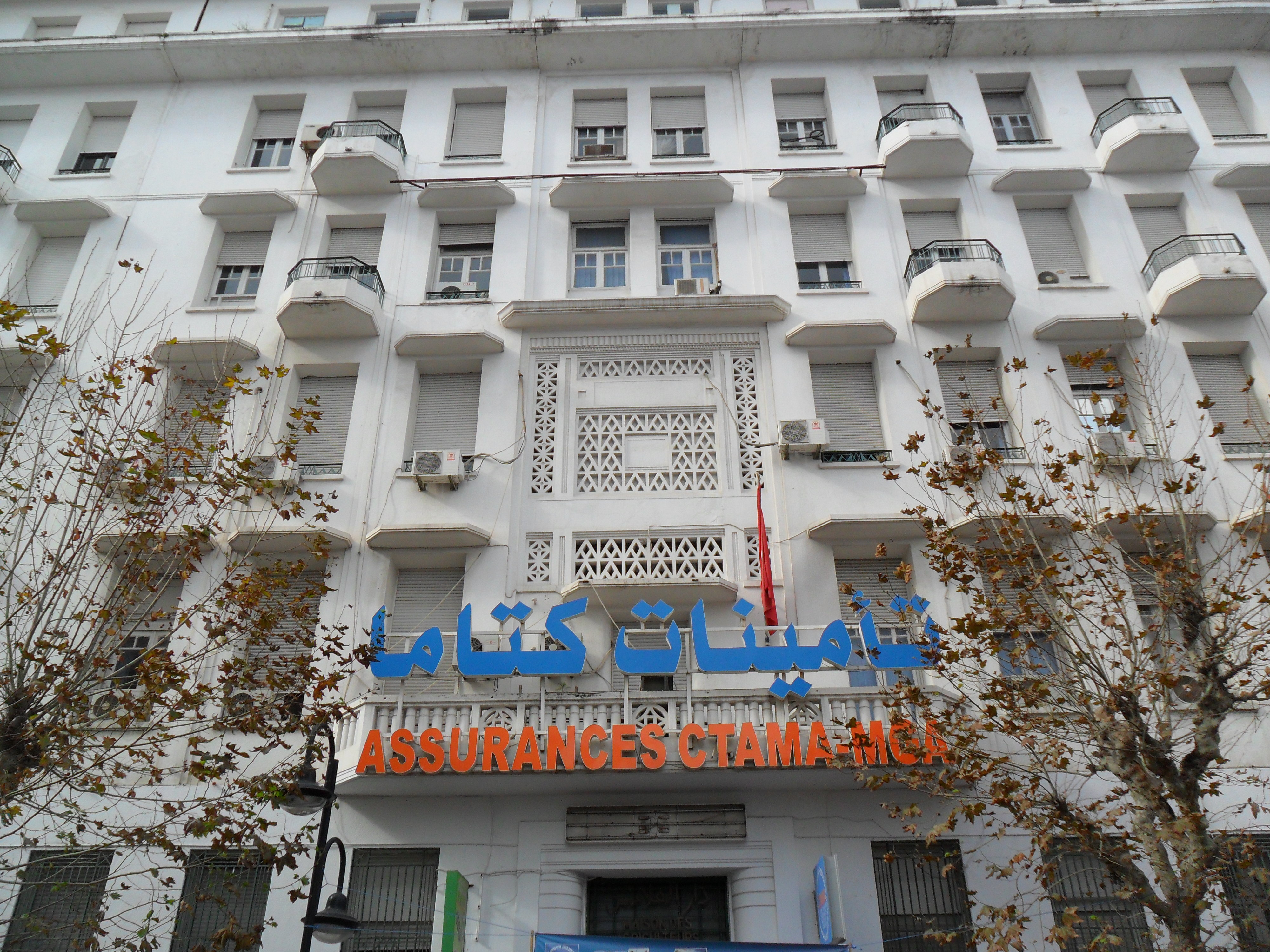
مقر الصندوق بشارع الحبيب ثامر

### وصلات خارجية
- الموقع الرسمي للصندوق التونسي للتأمين التعاوني الفلاحي.